# Hvězdoš hranoplodý
Hvězdoš hranoplodý (Callitriche platycarpa) je vodní a bahenní rostlina z čeledi jitrocelovité (Plantaginaceae), jeden z šesti českých zástupců rodu hvězdoš.

## Důležité diakritické znaky
Hvězdoš hranoplodý je hybridogenního původu[zdroj?] - allotetraploid vzniklý z druhů Callitriche cophocarpa (hvězdoš mnohotvarý) a Callitriche stagnalis (hvězdoš kalužní). Většina znaků je intermediární mezi těmito dvěma taxony, což při vysoké morfologické variabilitě způsobuje nemálo problémů při determinaci druhu. Mnozí autoři dlouho považovali hvězdoš hranoplodý jen za formu nebo varietu, kterou přiřazovali k různým druhům rodu.
Stejně jako rodičovské druhy je i hvězdoš hranoplodý obojživelná rostlina, schopná růst jak ve vodě (s prodlouženými lodyhami zpravidla do 70 cm dl.), tak terestricky na vlhkém substrátu (zkrácené lodyhy s malými eliptickými listy). Na rozdíl od hvězdoše kalužního je druh schopen tvořit čárkovité listy - ne však tak často, jako hvězdoš mnohotvarý, pouze v hlubších vodách nebo v zimním období. Jinak bývají listy (i v tekoucí vodě) širší, eliptické nebo úzce až široce obvejčité, často poněkud slabě kosočtverečné, obvykle trochu tmavší než má hvězdoš kalužní. Listy plovoucích růžic v počtu 10-12 na růžici, 3-5žilné.
Nejjistějším určovacím znakem jsou plody.[zdroj?] Jsou v obrysu téměř okrouhlé až velmi mírně eliptické, 1,4-1,7 mm vys., 1,25-1,5 mm šir., hnědé, obvykle s ± vzpřímenými nebo trochu ohnutými zbytky čnělek (rozdíl oproti hvězdoši háčkatému (Callitriche hamulata), který má taktéž úzce křídlaté plody). Někdy 1-2 merikarpia v plodu zakrnělá nebo abnormální. Květy v paždí listů plovoucích růžic, nad hladinu vynořené, po vypylení se stáčející pod hladinu, poměrně dlouhé (tyčinky i čnělky kolem 4 mm). Čnělky vzpřímené až rozestálé. Pyl žlutý, zrna různých tvarů.
Druh je tetraploidní s počtem chromozomů 2n=20, na rozdíl od svých diploidních rodičů (2n=10).[zdroj?]

## Záměny
Druh je mnohdy velmi podobný svým rodičům - hvězdoši kalužnímu (Callitriche stagnalis) a hvězdoši mnohotvarému (Callitriche cophocarpa). To z něj činí jeden z kritických druhů i v rámci Evropy. Přesto je často možné ho určit i podle vegetativních znaků, vyžaduje to však určitou terénní zkušenost, která v ČR vzhledem k pravděpodobné vzácnosti a neprobádanosti druhu na našem území zákonitě chybí. Podobné ponořené listy s náznakem kosočtverečnosti dokáže někdy vytvořit i hvězdoš háčkatý (Callitriche hamulata).
Plody by se daly zaměnit za plody hvězdoše háčkatého (Callitriche hamulata), nemají však zbytky čnělek přitisknuté k bokům plodu.
Determinaci komplikuje častá sterilita druhu,[zdroj?] plodí však častěji než hvězdoš mnohotvarý.

## Ekologie
V rámci České republiky o ekologických nárocích druhu mnoho známo není.[zdroj?] Hvězdoš hranoplodý má zřejmě podobně širokou ekologickou amplitudu jako hvězdoš mnohotvarý (Callitriche cophocarpa), který jej nahrazuje ve východnějších částech Evropy. Roste v tekoucích i stojatých, mezotrofních až eutrofních vodách, na bahnitých i písčitých substrátech, též na obnažených dnech a v kalužích lesních cest. Vyžaduje však zřejmě více oceánské klima a neroste ve vyšších nadmořských výškách. V západní Evropě je typickým zástupcem tekoucích vod v nížinách. Občas se vyskytne i v živinami chudých vodách s hvězdošem háčkatým. Snáší i mírně brakické vody.
Rostliny vytrvalé, často dvouleté, terestrické formy jednoleté.

## Způsob rozmnožování
Květy jsou před vypylením a oplozením vynořeny nad hladinu, opylení proto probíhá vzduchem (anemofilie) nebo na hladině (epihydrofilie). Pyl je částečně nefertilní. Jako u jiných druhů hvězdošů lze očekávat převážně geitonogamní opylování (jiným květem téže rostliny).
Vegetativní rozmnožování hraje významnou roli vzhledem k poměrně časté sterilitě a časté přítomnosti v tekoucích vodách.

## Rozšíření
- Svět: Druh má atlantský charakter: roste hlavně v západní Evropě od Španělska po jižní Skandinávii, nejhojnější je v Nizozemsku. Ve střední Evropě málo hojný, na východ zasahuje na Slovensko, není však jasné, zda nebyla determinace těchto rostlin chybná. Nejasné výskyty jsou udávány rovněž ze Srbska a Rumunska.[zdroj?]

- Česká republika: Druh je zatím s jistotou znám pouze z Frýdlantska, kde se zdá být poměrně hojným (dosud nepublikováno). Pravděpodobný je výskyt v dalších oblastech severních Čech. Údaje z jiných částí republiky (Květena ČR) jsou zřejmě mylné.[zdroj?]

## Ochrana
Druh je veden v Červeném seznamu cévnatých rostlin ČR jako kriticky ohrožený (C1), vzhledem k nedokonale známému rozšíření je však možné, že reálný stupeň ohrožení je nižší.